# パプワの登場人物
- 南国少年パプワくん > パプワの登場人物
- PAPUWA > パプワの登場人物

パプワの登場人物（パプワのとうじょうじんぶつ）では、漫画『南国少年パプワくん』と、その直接の続編にあたる『PAPUWA』、及びこれらの作品を原作とするアニメに登場する架空の人物について説明する。
（アニメ版にも登場している人物、動物に関しては声優名を付加）

## 主要人物
パプワ
声 - 『南国少年パプワくん』：田中真弓（5〜6歳）、『PAPUWA』：くまいもとこ（10歳〜11歳）
本作の主人公。パプワ島に住む人間の男の子。赤い秘石の最後の継承者で、両目に秘石眼を持つが、それらのことは知らずに育った。彼以外の赤の一族は、故郷の沈没と青の一族による迫害で滅んでしまっている。「んばば」が口癖で素敵に無敵なちみっ子。その身体能力は、テコンドーを会得している上に常人の常識を超えるほど異常に強く、赤ちゃんの頃にアナコンダで二重飛びをした膂力を持つ。情報力もずば抜けておりパプワ島から一度も出ていないにもかかわらず、世界各国のことを詳しく知っている。非常にマイペースな性格で基本的にはシンタロー達を振り回すボケ役だが、逆に彼らがボケた際は真顔で辛辣なツッコミを入れることもある。弱点は（作中で判明している限りでは）漢字が書けないこと、パプワ島の外から来た病原体に抵抗力がないこと。髪型のモデルは『ドラゴンクエストIII』の男勇者。誕生日は12月24日。
島に流れ着いたシンタローをこき使いながらも、友達と認めており、彼が島を去る際には本人曰く「きっと、泣いていた」と述べた。そして、コタローの力で滅びそうになるパプワ島とシンタローを救うべく、ノアの方舟を動かして、新世界に旅立つ。それから、数年後、新たなパプワ島において、大人になった彼が、同じように大人になったくり子との再会を描いて、物語は幕を閉じた。
劇中では口を閉じたまましゃべっており、口を開いたのは最終回において、「さよなら」を口にした時だけだったが、アニメ版では、最初から口を開いてしゃべっている。
『PAPUWA』でも島で最強のちみっ子。漢字も書けるようになった。災いの星での戦いの末、シンタローとリキッドを治癒した後、最初のパプワ島でのコタローのように力を使い果たし、永い眠りにつく。数年後に目覚めた後、力を使い果たしたことで普通の人間となり、くり子と結婚。自身にそっくりな男児も設けた。
作中でチャッピーとともに踊る「室戸市名物シットロト踊り」は、室戸市の実在の祭りで踊られている踊り（アニメでは名称が「んばば踊り」に変更されている）。たまにピンチの時でも寝ている時がありシンタローやリキッドを困らせている。
チャッピー
声 - 『南国少年パプワくん』：増岡弘 、『PAPUWA』：山口勝平
パプワの親友犬。赤ん坊の頃のパプワと共にパプワ島に流れ着いた。パプワ島の生き物では唯一しゃべることができないが、パプワ同様に高い身体能力を持つ。シンタローが持ってきた青の秘石は彼の首輪に取り付けられ、青の秘石がハーレム一派の手に渡った後、赤の秘石を取り付けられた。シンタローが反抗すると、パプワの「チャッピー、エサ！」の言葉を合図に頭に噛み付くが、シンタローと仲のいい姿も見せている。
最終回エピローグにおいては、結婚したらしく、自身にそっくりな多くの子供たちに囲まれている姿が描かれた。
『PAPUWA』では元々はしゃべれたが、あることがきっかけで言葉を封じられ、「ワウ」としかしゃべれなくなったことが判明（『PAPUWA』単行本13巻の第72話参照）。首に付けている青の秘石がチャッピーの身体を借りてしゃべることがあった。
シンタロー
声 - 『南国少年パプワくん』：緑川光（24歳。アニメでは24～25歳）、『PAPUWA』：鳥海浩輔（27歳～28歳）
パプワシリーズの実質的な主人公。黒目に腰まである長い黒髪で普段はひとつに束ねている。「シンタロー」という名前はザ・スターリンの杉山晋太郎（初代ベース）から取ったものであり、作者の他の漫画に登場するシンタローという名前も同じ理由である。原作者である柴田亜美と同じ5月24日生まれ（ただしサービスと高松によりグンマとすり替えられていたため5月12日とされていた）。年齢は『南国少年パプワくん』の原作では24歳だが、アニメでは誕生日のエピソードがあったため、作中で25歳になっている。少年漫画の主人公としては高めの年齢設定だが、これは柴田亜美が連載開始時の自らの年齢に合わせたものである。
『南国少年パプワくん』では、世界最強の殺し屋軍団であるガンマ団の総帥マジックの息子であり、同時に同組織No.1の殺し屋として登場した。マジックに幽閉された弟・コタローを救うべく、ガンマ団を脱走し、金に換えるために、青い秘石も強奪するが、逃走中に、ガンマ団の追撃を受けて、パプワ島に流れ着く。そこで、パプワに青い秘石を取り上げられてしまった上、日本に帰る手段もないことから、パプワ島で暮らし始める。パプワ島においては、主夫として、パプワに小姑の如くいびられ、ぞんざいに扱われる日々を過ごしながらも、パプワ島に居心地の良さを感じるようになってからは、パプワたちと友情が芽生えた。
非常にブラコンで、弟のコタローを溺愛している。自分を溺愛する父親マジックには冷たく、呼ぶ時もつっけんどんに「親父」と呼ぶが、感極まり、真剣に心配をした時は「父さん」と呼ぶ。叔父のサービスを非常に尊敬している。パプワ、コタロー、サービスに対しては頭が上がらないが、基本的には「オレ様」な性格であり、Sな一面もある。かなりの守銭奴で、秘石を売ろうとしていたり、コージの相棒の巨大鯉キヌガサくんの芸術的価値を知ると強奪したりしている。人を惹きつけるものを備えており、ガンマ団離反前は、ミヤギとトットリからは慕われ、パプワ島においては、グンマとキンタローを仲を取り持った。足の裏をくすぐられることには弱く、アニメ第6話と第27話でパプワとチャッピーにくすぐられて悶絶している。
必殺技はサービス直伝の眼魔砲。イッポン竹の戦闘でパプワに放つも、パプワに「凄かった」と言われただけで通用しなかった。『南国少年パプワくん』のアニメ版第17話では、イッポン竹の話に先駆けて、第6話で初使用。そのため、アニメ版でのイッポン竹での戦闘では、両手に発生させた眼魔砲（原作では、基本的に片手で放つ描写がされている）のエネルギーを螺旋状に放つ、トルネード眼魔砲を使用した。
非常に複雑な出自の持ち主であり、物語が進むに連れ、その正体が二転三転し、最終的には青い秘石の番人の“影”であったことが判明した。まず、ガンマ団帰還時にマジックを殺そうとしたコタローの攻撃をかばった際に死亡して、幽霊と化し、体のほうは本来の持ち主であるキンタローとして復活した。カムイの手で、パプワ島に帰ってきた後、赤い秘石から、マジックの息子の中に送り込まれた赤の番人ジャンの複製であることを知らされる。ジャンと一体化して復活を果たすが、ジャンと完全に融合できなかったことから、シンタローは赤の秘石の行為に気付いた青の秘石がキンタローの中のジャンを消し、赤い秘石と赤の番人を欺くために、ジャンそっくりに作った青の番人であったことが判明する。リキッドを依代としたジャンの手で二度目の死を迎えたシンタローは青の番人のアスに変貌するが、シンタローの意識は消えていなかったため、シンタローに戻った。
パプワたちが新たなパプワ島に旅立った後、新生ガンマ団の総帥となる。
『PAPUWA』では、画風の変化もあって以前より大人びている。総帥として執務を行う際には髪を束ねず、マジックと同じような真っ赤な軍服を着用し、黒いコートのようなものを羽織っている。
サービスに仕込まれたため、元々かなりの料理上手だったが、さらに腕を上げている。リキッドに対する姑ぶりは凄まじく、リキッドからは「お姑さん」もしくは「DV（ドメスティックバイオレンス）姑」などと呼ばれることもある。口癖は「はーいはいはい」。身長192cm、体重82kg、血液型B型。漢字表記では「新太郎」。
コタロー（仮名：ロタロー）
声 - 『南国少年パプワくん』：大谷育江（5歳〜6歳時）、『PAPUWA』：小林沙苗（10歳〜11歳時）
マジックの次男。両目（青）とも秘石眼。パプワと同じ12月24日生まれ。
青の一族の中で最も強い力を持っている。その力は、誰からも教わることなく、眼魔砲も使用できるほどであり、同じく両目とも秘石眼で青の一族の中では圧倒的強さを誇る父マジックも遠く及ばない。シンタローとは18歳年が離れている。幼少期はシンタローに全然会えないことを寂しがるなど、それなりに慕っているが後述の経緯からマジックを激しく憎んでいる。
『南国少年パプワくん』では、生まれてから間もない時に母親が死去しており、母親のことは知らない。物語開始から2年前に力を恐れたマジックの手で日本に軟禁されて育つが、善悪の区別を生まれつき持っていなかったことから、シンタローの手で解放された直後、眼魔砲でマジックを殺そうとした。白シンタロー登場後は、彼やハーレムと行動を共にし、ルーザーの誘導で赤の一族相手に戦い始め、自分を閉じ込めていた世界を滅ぼそうとするが、改心したマジックに抱きしめられた状態から、シンタロー、キンタロー、グンマ、ハーレム、サービスの手で力を抑えられ、ノアの方舟の起動と赤い秘石の力で永い眠りにつく。なお、原作では登場時期によって容姿が変化しているが、テレビアニメ版では一貫して原作初期の容姿で、茶髪だった。
『PAPUWA』では、青い秘石の声で4年ぶりに目覚め、パプワ島を目指すが、タンノの一族と思われるナマモノ集団に巻き込まれ、そのまま第2のパプワ島に流れ着いた際に記憶喪失となる。コタローの暴走を防ぐため記憶を取り戻させまいとしたリキッドにより、「ロタロー」（パンツに書いてあった「コタロー」にリキッドが棒を一本足した）と名づけられ、そのままパプワらと生活することになる。「訴えるよ!そして勝つよ!」が口癖。兄に似て守銭奴な一面もあり、そのせいで罠にかかったことがある。パプワにとっても初めての同年代の人間の友人。パプワ島の暮らしにより純粋な感情を身に付けていき、一人の人間として成長する。後にシンタローと再会し、彼の絶体絶命の危機に直面したことがきっかけで記憶を取り戻す。サービスのもとで修行を終え、マジックらに同行している。修行突入時に断髪しており、精神的にたくましく成長したようである。本作では珍しくないが、自身が美少年であることを自覚しており、謙遜する時のセリフは「そんなあ!ぼくはただのアイドルだよ!」。
初登場時と比べて最も変化したキャラクターであり、髪型も変化していった。
リキッド
声 - 『PAPUWA』：高橋広樹
自称アメリカ人。金髪&黒髪（幼少時の回想では自毛は黒髪）で碧眼。左目の下に傷がある。ヤンキーの雰囲気とは裏腹に、大のディズニー好き。必殺技は電磁波（プラズマ）。5月21日生まれ。
『南国少年パプワくん』では、ガンマ団特戦部隊として登場。仲間たちと同様に、上司のハーレムに苦労しているが、自身は下っ端ゆえに、仲間たちからもからかわれている。パプワ島において、エグチくんとナカムラくんと仲良くなったことで、パプワ島を滅ぼすことに疑問を抱くようになり、その後は赤の秘石と波長が合ったことから、無意識で青の秘石をノアの方舟に差し込み、ジャンの依代にもされた。最終的には、ジャンに代わって、赤の番人となり、ノアの方舟で旅立つ。
『PAPUWA』では、赤の番人になる際、家族には二度と会えないと赤の秘石に言われながらも、それを承知で赤の番人になったことが判明。24歳になっているが、秘石の番人と化したことから、歳をとらなくなり、外見は20歳のまま（自称「永遠の20歳」）だが、老後のために貯金もしているという。自炊をしたことがないため、最初はロクなものが作れなかったが、4年の歳月で料理はうまくなったが、何かあると家事に逃避するようにもなった。かつてのシンタローと同じく、苦労人の家政夫であるが、デザートを盾にパプワに自己主張したり、総帥となったシンタローに対して堂々と意見を言う一面も見せている。
元は金持ちのお坊ちゃまで、リキッドの父親は彼以上にヤンキー風の容姿（特攻服や長すぎて省略されるほどのリーゼントヘアーが特徴的）であるが、実はアメリカの現職プレジデントであり、シンタローによる嫁（リキッド）いびりの1つの原因を作った人物でもあることが明らかとなる。16歳の時に遊びに行ったランドでハーレムに誘拐され、無理矢理特戦部隊に入れられた。コタローたちにはアメリカ・テキサス州出身と言っていたが、青年時代のアルバムの写真が特攻服姿だったり、舞浜での記念写真が見つかったりと、本当にアメリカ出身なのかコタローたちから疑念を持たれている。

## 秘石と古代の番人
赤い秘石
声 - 『南国少年パプワくん』続編のパイロットフィルムでは田中真弓
ジャン
声 - 『南国少年パプワくん』：森川智之、続編のパイロットフィルムでは緑川光
赤い秘石を守護するために生み出された最初の番人。青の一族の動向を見るため、素性を偽って、ガンマ団に潜入。青の一族のサービスと親友になるが、彼と共に初陣に赴いた際、サービスの秘石眼で負傷したところをルーザーの秘石眼で暗殺される。赤い秘石の力で時間をかけて蘇生される中、自身の精神のコピーは青の一族の子供に宿り、シンタローが生まれた。なお、パプワ島でのジャンの存在は、カムイとヨッパライダーしか知らず、パプワにも教えられなかった。
ルーザーに暗殺されてから24年後に復活。シンタローを復活させるための最後の番人として姿を現し、サービスを立ち直らせるために彼と戦った。戦闘終了後、赤い秘石と共にシンタローたちに事情を説明し、シンタローと一体化、彼を復活させるが、シンタローと完全に一体化できなかったことから、シンタローが青い秘石が介入により、アスの影として作り上げた者や、シンタローの依代にされていたキンタローが、サービスと高松の手でグンマと入れ替えられていたことに気づく。青い秘石がノアの方舟の扉に填められた直後、シンタローから分離し、リキッドを新たな依代とした。
シンタローがアスになる前に、彼をナイフで刺して暗殺するが、アスは死んでおらず、シンタローもアスを跳ね除けて、2度目の復活を果たす。以降、シンタローに多少恨まれながらも共に戦うようになる。なお、シンタローを手にかけることは決して本意ではなく、パプワに明かした際には、断罪される覚悟も見せたが、チャッピーに噛まれるだけですみ、パプワとシンタローの絆も知った。
ノアの方舟起動後、赤の番人をリキッドに譲り、赤い秘石から与えられた新たな身体でガンマ団本部に赴き、サービスと高松と再会する。
戦闘では、格闘戦だけでなく、糸を使った罠にも優れる。読心術も備えているが、サービスの心を読んだ際には自身が全裸だったことから「パンツぐらい穿けよ、バーカ」と言われ、泣きながら退散した。
シンタローから分離した直後、全裸で現れたため、シンタローたちからは「チン」とも呼ばれた。また、リキッドと過去の世界で会った時は腰布だけで登場しており、リキッドいわく「生装備」だった。リキッドに言わせれば、ジャンは「番人としては尊敬できるが、人としては微塵も尊敬できない」らしい。
『PAPUWA』では、ガンマ団本部の科学者となっている。無精ヒゲを伸ばしたり、履き物がスリッパだったりと、ややムサい風姿で、性格もかなり砕けた人物になった。
ジャン【Jan】とアス【Us】は2人を合わせると、ヤヌス【Janus】というローマ神話の神を表すことができる。
青い秘石
『PAPUWA』では前作に比べてかなりアバウトな性格になっている。
アス
『南国少年パプワくん』での青の秘石の番人。青の秘石がシンタローの体を創ったのは元々アスのためだったが、同時にその体がジャンの肉体でもあったため実体から追い出され、青の秘石が再生・保存していたルーザーに憑依する。パプワを殺そうとするが、その体に残っていたルーザーの魂によって動きを封じられ、キンタローの眼魔砲を喰らい倒される。
『PAPUWA』では心戦組参謀「伊東カシタロー」として登場。青の秘石にリストラ（番人解雇）された腹いせに復讐をするため心戦組側につく。『南国少年パプワくん』でのアス本体と同じ顔をしている。
『自由人HERO』にも同名で同じ風貌のキャラが登場。『PAPUWA』では『自由人HERO』の彼と同じ武器を使用している。
『南国少年パプワくん』では敬語だったが、『PAPUWA』では粗野な口調へと変貌した。シンタローいわく髪の分け目が変。髪は銀髪（あるいはグレー）。復刊版コミックスの表紙にて、初めてカラーで描かれている。
アス【Us】とジャン【Jan】は2人を合わせると、ヤヌス【Janus】というローマ神話の神を表すことができる。

### 島の住民達
カムイ
島で最後まで残った長老達のリーダー格。詳細は#パプワ島の生物（ナマモノ）の項の「カムイ」を参照。
聖薔薇族（セントバラぞく）
聖薔薇族長老
自分の息子を黒い霧から守るため、息子の幸せを願い真実を話さぬまま、そして別れの言葉もかけぬまま外界へと送り出した（『PAPUWA』13巻 72話）。
ソージ
外見が植物体である聖薔薇族でありながら、人の外見を持って生まれたハッピーチャイルド。誕生直後に島が黒い霧で覆われたため、仲間達から隔離される状態で守られ、成長する。後に不在だった青の番人となる。その後の経緯は「沖田ソージ」を参照。
聖犬一族
チャッピー
聖犬一族の若者。当時の長老達と共にパプワを守っていたが、次元が安定したため島へ戻る。その際言葉を封じられ、事の経緯を誰にも話せなくなってしまった。その後の経緯は#主要人物の項の「チャッピー」を参照。

## パプワ島の生物（ナマモノ）
赤と青の一族が住む島の住民達の末裔。元々はシンタローに付きまとうイトウくんやタンノくんへの蔑称だったが、後に住民全体を指す総称となった。『月刊少年ガンガン』の編集部員を始め、作者の知り合いから名前が取られている。
イトウくん
声 - 『南国少年パプワくん』：玄田哲章 、『PAPUWA』：麦人
巨大なカタツムリ。雌雄同体なのでオカマ。タンノくんとは友人であり、シンタローをめぐる恋のライバル。シンタローに迫ってはタンノくんと共に吹っ飛ばされる。
『PAPUWA』では事あるごとに産気付き、子供を生んだりするが、大抵生まれた直後に子供達は抹殺されてしまう。子供を食べた者は、オカマ言葉になってしまう。しかし、コモロくんの胞子を吸えば元に戻る（毒をもって毒を制す）。蟹座。唇は柴田が大好きなローリング・ストーンズのシンボルであるベロマークをモチーフにしている。由来は4コママンガ劇場時代の柴田の担当編集。
タンノくん
声 - 『南国少年パプワくん』：難波圭一（1話 - 5話）→西村智博 （6話 - ）、『PAPUWA』：高塚正也
足が生えた巨大な鯛（鯛魚人、タイギョジンと読む）。オスだがあまりの脚線美だったために父親によって網タイツを履かされて（鯛とタイツの洒落でもある）、娘として育てられたため自分を女の子だと思っていた。イトウくんとは友人であり、シンタローをめぐる恋のライバル。しかし、シンタローに迫ってはイトウくんと共に吹っ飛ばされる。
『PAPUWA』では、トシゾーもそのターゲットとなっている。牡牛座。
食べられることで愛を示そうとする献身的なところがある。自薦する調理法は「煮て良し焼いて良し、でもワサビがしみるからタタキはイヤ」。
完全にオカマキャラだが、初登場時は単なる逆人魚のような描かれ方をしていた。名前の由来は柴田の知人。
タンノの父
声 - 『南国少年パプワくん』：喜多川拓郎
タンノの母
声 - 『南国少年パプワくん』：石井直子
ウミギシくん
声 - 『南国少年パプワくん』：松本保典 、『PAPUWA』：森久保祥太郎
上半身は人間の美男子に見えるが、下半身はイカ。タンノくんの元婚約者。
イフクさん
声 - 『南国少年パプワくん』：神代知衣 、『PAPUWA』：日比野朱里
アコヤ貝。タンノくんがオスと知ってショックを受けたウミギシくんにプロポーズされる。
名前の由来は南国時代の担当編集で、現『月刊Gファンタジー』編集長の居福明子。
カムイ
声 - 『南国少年パプワくん』：緒方賢一 、『PAPUWA』：麦人
島の長老格のフクロウ。赤ん坊のパプワをチャッピーと共に拾って育てた。パプワからは「じいちゃ」と呼ばれ、慕われている。現在は故人だが、お盆帰りの日には他の島民の霊と共に現世に降り立つが、カムイは、お盆以外でも現世に現れることが可能であり、魂を連れての移動も行える。静かな湖畔を歌いながら現れるのが特徴。
シンタローへの感謝から、彼の願いである「コタローに会いたい」を叶えるも、幽霊ゆえに魂しか連れて来られなかった。コタローの部屋から戻ってきた後、シンタローにパプワ島の秘密の一部を話した後、あの世に帰る。その後、シンタローが死亡した際に再登場し、彼の魂を現世に留め、復活のために、ジャンの許に向かわせた。アニメ第1期では、アニメオリジナル回の第41話にも登場。大統領に選ばれながらも、それを拒否し、皆の友達であることを発言したパプワを褒めるために降り立った。
カオルちゃん
声 - 『南国少年パプワくん』：松下美由紀→中村大樹
巨大なザリガニ。一応メス。パプワ島の床屋さんで、腕前は確か。そのはさみはなんでも切り刻む。
マミヤくん
声 - 『南国少年パプワくん』：園部啓一
チョウチンアンコウ。『南国少年パプワくん』第5話でパプワに呼ばれて地上にやってくるが、エラ呼吸だったために、その直後に死亡。パプワにアンコウ鍋にされた。その後、何度も幽霊として蘇っては「アンモナイトは何も無いとー」と駄洒落を言い、その度に、パプワたちに、アンコウ鍋にされる。
名前の由来は西川秀明の別名義・まみやこまし。
ナカムラくん
声 - 『南国少年パプワくん』：園部啓一、『PAPUWA』：くるまどあきこ
アライグマ。無邪気な性格かつ生意気。何か珍しいものが島に来ると、10円傷を付けようとしたり、蹴飛ばしたりする。第32話で名前が判明。
エグチくん
声 - 『南国少年パプワくん』：河南利江→深水由美 、『PAPUWA』：豊後敦子
ウサギに見えるが、カンガルーネズミ（長い尻尾が特徴）。相棒のナカムラくんと同じく、無邪気な性格で少々生意気。絵が上手で、サービスの似顔絵を描いたこともある。何か疑問があると、パプワに質問するが、パプワの返答は的外れなものばかりで、それに、シンタローが突っ込むことが多い。ナカムラくんの悪癖が10円傷から蹴りに変更された後は10円傷役を担当するようになる。
劇中では性別は明確に明かされず、テレビアニメ第1期では、女言葉を使うこともあったが、そちらでも性別は明かされなかった。
アライくん
声 - 『南国少年パプワくん』：郷里大輔→島香裕
ツキノワグマ。基本的に温厚で常識的な性格だが、復活したミヤギに女子大生にされてしまったことがある。原作では名前がないが、『南国少年パプワくん』のアニメ版では出番が増えており、エグチくん、ナカムラくんと行動を共にすることも多い。
クボタくん
声 - 『南国少年パプワくん』：園部啓一
巨大な鶏だが、空を飛ぶことができ、飛行機代わりとなる。鶏冠らしきものはあるが、卵を産む。たまにしゃべる。
ミヤモトくん
声 - 『南国少年パプワくん』：園部啓一
ダチョウ。ユキノブくんらとともに運動会のマラソンに出走。眼鏡をかけている（フレームは形状記憶合金製）。
名前の由来は後に『コミックブレイド』初代編集長となる宮本幸則。
ハラダくん
声 - 『南国少年パプワくん』：園部啓一
タグチくん
声 - 『南国少年パプワくん』：園部啓一
クツワムシ。秋の夜になるとガチャガチャ鳴く。お掃除好き。
名前の由来は田口浩司。
ウエハラくん
声 - 『南国少年パプワくん』：高木渉
キツネ。アニメ第1期オリジナルキャラクター。第39話に登場。変身の術を会得しており、妖怪に化けては住民たちを脅かすのを楽しみにしているが、とあるきっかけでエグチくんらの食料を横取りした濡れ衣を着せられる羽目になる。
イブセくん
声 - 『南国少年パプワくん』：園部啓一
サンショウウオ。アニメ第1期オリジナルキャラクター。第41話において、イブセくんは哺乳類説を唱えるイトウくんと爬虫類を唱えるタンノくんは口論になる。エグチくんの意見により、爬虫類とされるが、イトウくんは納得しなかったことから、論議は広がり、見かねたシンタローの案で意見を纏めるための大統領選挙に発展した。
クワガタ
声 - 『南国少年パプワくん』：園部啓一
シミズくん
声 - 『南国少年パプワくん』：沼田祐介 、『PAPUWA』：根本幸多
巨大なミミズ。名前はミミズとシミズのシャレ（作者が書く字は「シ」と「ミ」の区別が曖昧とのこと）。ミミズも雌雄同体だが、シミズくんは男らしく振舞う。
イトウ達に比べると比較的常識的な性格だが、『南国少年パプワくん』のアニメ版第39話では、（本人たちに悪気は無かったとはいえ）イトウ、タンノと共に島で起きたお化け騒動を拡大してしまったため、シンタローに眼魔砲で吹っ飛ばされるといった事もあった。
ナカイくん
声 - 『南国少年パプワくん』：柏倉つとむ
巨大な電気ウナギ。300万V（一般の電気ウナギの一万倍）の電圧を発するも、博多どん太くんと電気対決に破れ、パプワ達に蒲焼として食われる（その際、どん太から「あんた達に友情は無かとね（無いのか）!?」と突っ込まれた）。
ナカイくんJr
ナカイくんの子供。『PAPUWA』に登場。
エンドウくん
声 - 『南国少年パプワくん』：梅津秀行
ヒグラシ。百年間も成虫になれずにいたためシンタローに弟子入りし、鍛えてもらう。が、ほとんど何もできなかった。シンタローのアイディアでクボタくんに乗って、初めての空に感激する最中、シンタローから「セミは大人になったら、数週間で死んでしまうので、無理になる必要はないのでは？」の意味が込められた問いをされるが、エンドウくんは、それを承知の上で成虫になろうとしていることを返答。直後、クボタくんの背中から転落したチャッピーを救うべく羽化を成功させる。それから2週間後、森の中で永眠。その亡骸を発見したパプワたちは、霊感トンボの翅の中に、死後も嬉しそうに空を飛ぶエンドウくんの姿を見た。
テヅカくん
声 - 『南国少年パプワくん』：白鳥由里 、『PAPUWA』：森久保祥太郎
ヒナコウモリ。『南国少年パプワくん』でアラシヤマが友達にするが、コウモリとなった名古屋ウィローとともに逃げる。パプワ島では珍しく言葉が話せない。
『南国少年パプワくん』アニメ版では秘石争奪の際にアラシヤマから秘石を預かるが、パプワとも友達であるため彼に渡してしまった。だがその後、友達を失い続けた（全てアラシヤマの思い込みだが）あまり幻覚まで見だして滝に落ちそうになったアラシヤマを助けて再び友情を復活させた。
『PAPUWA』では魔法使いのような帽子を被り、かつて共に生活したウィローに教えてもらった魔法薬の製作に勤しんでいる。アラシヤマのことはすっかり忘れてしまったらしい。
タケウチくん
声 - 『PAPUWA』：小林けい
『PAPUWA』からの登場。チワワ。テヅカくんと魔法薬屋を営むアイ○ル犬。ウルウルした瞳と時に目から怪しいビームを出して、リキッドやシンタローに法外な値段で怪しい薬を売りつける。自分以上に可愛い者の存在を認めない。リキッド、コタロー、チャッピーは一度毒で殺されそうになったことがある。名前の由来は『月刊ジャンプ』における柴田の担当編集。
ユキノブくん
声 - 『南国少年パプワくん』：塩屋翼
暴れ馬。とにかく走る。「うりゃ!」が口癖。アニメではミヤギにアザラシにされた。
名前の由来は千田幸信。
長良川の鵜
声 - 『南国少年パプワくん』：塩屋翼 、『PAPUWA』：遊佐浩二
「うっ」という駄洒落ばかり言っては周囲を白けさせたり、袋叩きに遭っている。
マツオカくん
声 - 『南国少年パプワくん』：島田敏
霊感トンボ。羽を通して見ると幽霊が見える。
キヨハラくん
声 - 『南国少年パプワくん』：龍田直樹
マレーバク。クワタくんと野球対決を行い、彼のボールを打ち返す。その一連のやり取りを見ていたシンタローは「これで西友（アニメでは『デパート』）は大バーゲンだ！」と口走った。名前はクワタくんともどもミヤギが書いたもので、本名なのかは不明。
カタミくん
声 - 『南国少年パプワくん』：飛田展男
オスのクロショウジョウバエ。ネクタイが特徴。
フクダくん
声 - 『南国少年パプワくん』：中友子
メス?のキイロショウジョウバエ。白いハイソックスが特徴。カタミくんとは理科の実験ブラザーズ（アニメではハエハエブラザーズ）。
モックン
声 - 『南国少年パプワくん』：桜井敏治
パンツを履いた巨大モグラ。様々な生き物を食べてきたためにいろんな所で恨みを買う。
オックン
声 - 『南国少年パプワくん』：中原茂
オケラ。モックンに父親を喰われたのを恨んでいる。モックンとの穴掘り対決で負けた。
だんちゃん
声 - 『南国少年パプワくん』：菅原淳一
巨大なダンゴムシ。モッくんに妹を喰われたのを恨んでいる。パプワ達に返り討ちにされた。
ホサカ
声 - 『南国少年パプワくん』：園部啓一
コモリマダラガエル。行方をくらました妻のタカコを捜す際にパプワ達にタマちゃんを預ける。アニメでは初登場のエピソードの順序が、次話のコージ初登場の話より後に来ている（そのため、タマちゃんの保育をシンタローに依頼する一連の会話が若干変更されている）。
名前の由来は保坂嘉弘。
タマちゃん
ホサカの子供。オタマジャクシだが、父親よりかなり大きい。性別は不明。足が生えており、おむつをしている。
タカコ
ホサカの妻。ある事情で夫と子供を前から行方をくらましてしまう。名前のみ登場。
ナマヅメハーガス
巨大なナマズ。爪が生えており、それを飛ばす「ナマヅメスプラッシュ」で攻撃するが、出血多量で自滅する。コージの新しい相方として再登場した。
腐死蝶 ワキ蛾
声 - 『南国少年パプワくん』：佐藤智恵
幼虫時は醜く悪臭を放つが、脱皮すると美しい蝶になる。声は幼虫時のみ。
お花見怪獣ヨッパライダー
声 - 『南国少年パプワくん』：郷里大輔
怪獣のようなパプワ島の守り神。パプワ以外の人間（特に青の一族）を嫌う。カムイと並びパプワ島の歴史と秘密を知る数少ない人物。リキッド曰く「聖獣」。『南国少年パプワくん』のアニメ版、およびそれを基にしたスーパーファミコン版には、グンマが作り出した偽物のロボットが登場している（動力はグンマ自身の自転車式による自家発電）。
『PAPUWA』でも相変わらず酔っ払っているが、行方不明になっている赤の秘石を探していた。
ソネくん
赤の秘石の守人。上半身は人間だが下半身は植物の根。高松に敗れる。ボキャブラリーが少ない上に編集者からセリフにモザイクをかけられてしまう。
イリエくん
赤の秘石の守人。上半身は人間だが下半身はオットセイ。タンノとは顔見知りらしい。実力も高く、水を操れる。アラシヤマに敗れる。名前の由来は当時『なかよし』で編集長を務め、その後キングレコード副社長などを務めた入江祥雄。
イシイくん
黒ヤギ。くり子がパプワ宛てに書いたラブレターを食べてしまい、彼女から鉄拳制裁を受けた。ミヤギとトットリとは知り合い。
ヨシクラくん
巨大なウミガメ。くり子をパプワがパプワ島に来た時に乗っていた沈没船まで案内する。名前の由来は『Vジャンプ』編集長や『月刊少年ジャンプ』の副編集長と兼任して柴田の担当編集をしていた吉倉英雄。
オショウダニ
声 - 『PAPUWA』：竹本英史
『PAPUWA』からの登場。呪いの大真珠に捕まっていたが、自由の身となったドラマーラッコ。基本的に性悪。必殺技は「オショウダニスウィング」。
実在の人物で、ドラマーの大正谷隆（元Plastic TreeHUSH）がモデル。
コモロくん
声 - 『PAPUWA』：子安武人
『PAPUWA』からの登場。毒キノコのドクツルタケ。語尾に「～だにゃあ」と付ける。よく他のキノコの名前を騙る。胞子で相手を幻想の世界にトリップさせる。オショウダニ同様に性悪だが、憎めない面もある。
柴田の漫画『TKman』にて描かれた小室哲哉がモデル。当初の名前は「コムロくん」だったが、後に「コモロくん」に改名されている。
ヤマギシくん
声 - 『PAPUWA』：石塚堅
『PAPUWA』からの登場。ウォンバット。お腹に袋がある。名前の由来はスターオーシャンシリーズなどのプロデューサーで知られる山岸功典。
タケダくん
声 - 『PAPUWA』：根本幸多
パプワ島に住むリトルグレイ。ハーレムたちの来島によって戦争を起こそうとしたリキッドを洗脳した。ヤンキーである。
ハヤシくん
声 - 『PAPUWA』：平川大輔
『PAPUWA』からの登場。オカマのティラノサウルス。ハンサムな男を見ると食べようとする。パプワ達に尻尾を切り取られて食べられるが、すぐに再生する。また、優しい性格でもあり、ケラちゃんには母親のように接した。ゴーヤーが苦手。
ノブオさん
『PAPUWA』からの登場。ヒロシと同じコウモリ族のハッピーチャイルド。かなりオッサン臭い。パプワ島に移住し、鼻血ブースケの森に住んでいる。口癖は「気にしない」。
ソニくん/シバタ
『PAPUWA』からの登場。森でヌイグルミ屋を営む青いハリネズミ。コタローに訴えられそうになったパプワが、示談金代わりに差し出したヌイグルミと同じ容姿をしている。パプワに頼まれ、昔コタローが唯一の友達としていたヌイグルミを繕った。長らく本人が登場せず名前が判明しなかったため、DVDのキャラクター紹介で「シバタ」と名づけられ、作者の心を震えさせた。DVD発売直後に原作で本人が登場し、ソニくんという名前が判明した。モデルはソニック・ザ・ヘッジホッグ。
スズキくん
『南国少年パプワくん』アニメオリジナル。
テヅカくんにパプワとの友情を優先されてしまったので、アラシヤマが次の友達にしたサボテン。うっかり指を棘で刺してしまい、その友情は終わった。
サトウくん
『南国少年パプワくん』アニメオリジナル。
アラシヤマがスズキくんの次に友達にした石灰岩。最早生物ですらないことをシンタローに突っ込まれた。うっかり火中に落とし、拾う際に火傷してその友情は終わり、アラシヤマは幻覚に陥った。
キムラくん
声 - 『PAPUWA』：遊佐浩二
河童の姿をしているが実際は人間。自称『時の旅人』。過去の始まりの終わり島では吟遊詩人（本人の過去）まで登場。リキッドをストーカーする傍ら、意味深なところもある。
フジイくん
声 - 『PAPUWA』：小西克幸
かつてはコンビ名「カッパ海老戦☆隊」の河童と海老。登場する度にフジイくんがフライにされてしまうため、その都度メンバーチェンジを繰り返している。
フジイくん2号
海老ではなく、蟹。
フジイくん3号
海老ではなく、カブトガニ。
フジイくん死号
海老だが、ムキ海老ではなくムキムキ海老。
以下は、種族名であり、多数存在。
鼻血ブースケ
声 - 『南国少年パプワくん』：園部啓一
何の種類か不明だが巨大害虫。その名の通り常に鼻血を出しており、放って置くと貧血で倒れる。鼻血の原因はカカオの食べすぎ。

## ガンマ団

### 青の一族

#### 四兄弟
青の一族を代表する四兄弟。初代声優陣による収録曲では「嵐の四兄弟」と呼ばれる。
マジック
声 - 『南国少年パプワくん』：速水奨 、『PAPUWA』：乃村健次
四兄弟の長男でグンマとコタローの父親。ガンマ団総帥。両目とも秘石眼。12月12日生まれ。
政治上の理由から婚姻はせず、世界中から選ばれた優秀な女性の卵子提供を受けて子供を作る一族であるため、結婚はしていない。
シンタローを「シンちゃん」と溺愛し、グッズを作るほどの親馬鹿なストーカー親父。当のシンタローは幼い頃は父親のことが大好きだったが、成長するにつれて、サービスを慕うようになってからは、マジックを半ば疎ましくも思うようになる。とはいえ、マジックを見限ってまではおらず、コタローの眼魔砲からマジックを庇ったり、マジックがコタローを止めるために決死の覚悟で挑む姿を見た際には、涙を流しながら叫ぶ姿を見せた。シンタローへの親馬鹿を初め、ユーモラスな姿が描かれてはいるが、一族としての自負と、総帥としての才覚は本物であり、どんなものも得ようとする権力者としての強欲ぶりを、サービスは「生まれながらの覇王」と評した。原作では一度パプワ島に上陸するも逃げ帰って以来、死亡したシンタローを復活させるまでパプワ島を訪れることは無かったが、『南国少年パプワくん』のアニメ版では、主にアニメオリジナルエピソードで度々パプワ島に来訪している。
『PAPUWA』では総帥の座を退いている。相変わらずシンタローLOVEの親馬鹿だが、ある場面でシンタローではなくコタローを救う。普段は割と紳士的。おふざけなのか真面目なのか、マジックファンクラブなるものが設立されている模様で、定期的にファン感謝イベントなども行なっている様子。『秘石と私』という本の著者。「ワールドナイスミドル大会」というふざけた大会での優勝経験もあり。
ルーザー
声 - 『南国少年パプワくん』：塩沢兼人
四兄弟の次男でキンタローの父。片目が秘石眼。6月12日生まれ。
サービスと高松からは強く慕われた、心優しい人物だが、高松いわく、思い通りにならないと感情的になっていたという。実は先天的に善悪を区別することが出来ない精神異常者であり、少年時代のハーレムがペットの小鳥に夢中になって寝ようとしなかったことから、ハーレムの目の前で小鳥を殺害している。サービス曰く「天使のような人」ハーレム曰く「悪魔のような男」高松曰く「純粋な天才」。
物語が始まる24年前、新人たちの血液検査を担当していた際、ジャンが赤の秘石の番人であると知ると、彼を暗殺したが、マジックから「サービスが親友のジャンの命を奪ったのが、ルーザーであることを知ったら、一族同士の争いになるので黙っておけ」と命じられる。サービスが罪悪感から自身の秘石眼をえぐってしまったことを知ると、生まれて初めて罪悪感に苛まれ、償いたい気持ちから、自殺的衝動により激戦地に赴き死亡する。だが、真相を知らないサービスはルーザーを疎んでいたから止めなかったとマジックへの復讐心を抱き、同じ時期にマジックの子（グンマ）とルーザーの子（キンタロー）を取り換えるという、さらなる混沌に発展してしまう。
後に青の秘石の手で身体を再生させられ、死亡時の年齢のまま復活。最初はアスの依代にされていたが、途中で自我を取り戻し、償いから、アスのふりをして、キンタローの眼魔砲で撃たれた。最後までアスのふりをしようとしたが、マジックに促され、ルーザー本人として、キンタローに声をかけ、懺悔と激励を口にし、再び永眠した。
『南国少年パプワくん』のアニメ版においては、CD内のみ登場。
ハーレム
声 - 『南国少年パプワくん』：鈴置洋孝 、『PAPUWA』：子安武人
四兄弟の三男。特戦部隊隊長。左目が秘石眼。2月14日生まれ。43歳（『南国少年』）→47歳（『PAPUWA』）。
粗暴な守銭奴だが、特戦部隊の隊長に相応しい戦闘力とカリスマ性を持つ。部下たちからは陰で、獅子舞様とも呼ばれている。図工の成績は2。
双子の弟のサービスとは幼いころは仲が良かったが、ルーザーに対する考えの違いから、ぎくしゃくしていき、ルーザーの死で決定的なものになった。それでも、サービスへの情がなくなったわけではなく、彼の右目を奪うことになった赤の一族に激しい敵意を抱く。アスとして蘇ったルーザーの改心を経て、サービスと和解し、コタローの暴走を止めるために力を尽くした。
『PAPUWA』では、幼いころから父のような軍人になるのが夢で、16歳の時ガンマ団仕官学校には入学せずに戦場に出たことが判明。守銭奴ぶりも健在で、部下の給料を全て競馬（ケンタウルスホイミ）にぶっこんだり、ガンマ団の資金（三億円）も横領したりしている。コタローを誘拐するという形で新パプワ島に部下たちを連れて赴き、そこで暮らし始める。元部下のリキッドいじめに執念を燃やすが、リキッドを時に論し、成長を喜び、シンタローがリキッドに暴力を振った時には怒りを見せてもいる。
アニメ『南国少年パプワくん』には、パイロットフィルムとCDで登場。また、髪の色は茶髪になっていた。
サービス
声 - 『南国少年パプワくん』：目黒裕一
四兄弟末弟でハーレムの双子の弟。右目が秘石眼だった。誕生日は双子の兄のハーレムと同じ2月14日。
穏健な紳士だが、学生時代に高松に貸した4万円のことをしつこく覚えていたり、ジャンがサービスの心を読む時は必ずジャンの悪口を考えていたりする。ジャン曰く「女王様」、ハーレム曰く「魔女」、シンタロー曰く「美貌のおじ様」。
初陣において、親友のジャンを救うため、秘石眼の力を使うも、ジャンをも巻き込んでしまい、彼の命も奪ってしまった（と思い込んだ）ため、秘石眼だった右目をえぐり、隻眼になる。本編開始の7年前、ジャンの面影を持つ甥のシンタローをマジックの依頼により、半年間のサバイバル生活で鍛え上げ、眼魔砲も授けた。シンタローを連れ戻しに、パプワ島に赴き、シンタロー、ミヤギ、トットリ、アラシヤマとの4対1の戦いを展開・圧勝する。戦闘終了後、シンタローにマジックがコタローを幽閉した理由を明かした。シンタローを連れて、日本のガンマ団本部に戻る。その後は、シンタロー復活に尽力する中、復活したジャンと再会。青の一族でありながらも、ジャンやシンタローの味方をする。
パプワ島のナマモノに関しては、チャッピー、エグチくん、ナカムラくんのような見た目は可愛らしいタイプには優しく接するが、イトウくんやタンノくんのようなタイプには冷淡で、ソネくんやイリエくんのようなタイプに対しては「あーいうのは嫌だ」や「私には何も見えないな」と発言している。
次兄ルーザーの狂気を知らずにいたため、自分に優しかった彼のことを慕っており、ジャンの命を奪った自身の秘石眼を抉った一件でマジックとハーレムは冷淡な態度を取ったのに対し、ルーザーだけは自分のために涙を流してくれたことから、その思いは一層強くなった。ルーザーが激戦地に送られて死亡し、原因を作った2人の兄の冷淡な態度に怒りを覚え、高松と共にルーザーの息子とマジックの息子を取り替えるという復讐を行う。だが、実際には、ジャンの命を奪ったのはルーザーであり、真実を伏せたのはマジックとハーレムの温情であったことや、ルーザーの死も彼が望んだ償いであったことをパプワ島での戦いで知ることになる。アスの身体として蘇ったルーザーの死を看取った後、マジックとハーレムとは和解した。
『PAPUWA』では記憶を取り戻したコタローの修行をしている。前作よりも更に髪の毛が長く、多くなった。また、アニメ版では、回想シーンのみの登場。
原作では金髪でワンレン系のロングヘアーだが、『南国少年パプワくん』のアニメでは、髪の色が水色で、パイロットフィルムやDVD-BOXのパッケージなどでは、原作同様に金髪となっている。

#### 四兄弟の子供達
シンタロー
コタロー
詳しくは、上記の主要人物に記載。
グンマ
声 - 『南国少年パプワくん』：中原茂 、『PAPUWA』：山口勝平
ルーザーの息子と思われていたが、実はマジックの息子。長髪で普段は髪を束ねている。
ガンマ団一の頭脳を持つ男でもあり、ロボット開発を得意としているが、どこか抜けている。
『南国少年パプワくん』では、ルーザーの忘れ形見として高松に育てられ、今なお大事にされている。彼が甘やかして育てたため、泣き虫の甘えん坊。嫌なことがあると日記に恨み辛みを書く。マジック同様に、シンタローのことは「シンちゃん」とも呼ぶが、シンタローには幼いころから何かと酷い目に遭わされている。
マジックの実子である事実を知った後は精神的に大きな成長を遂げ、自分達を玩具にする青の秘石に対して啖呵を切ったり、キンタローのフォローに回ったりした。一族の中では（キンタローを除いて）唯一戦闘訓練を受けていなかったが、キンタローの言葉に応えて眼魔砲を使えるようになった。
『PAPUWA』では引き続き甘えん坊。髪型が若干変わり、リボンで纏められている。兄弟思いの優しい（比較的マトモな）性格になっており、マジックを「お父様」、キンタローを「キンちゃん」、シンタローを「シンちゃん」と呼んで慕っている。時折キンタローのツッコミ役。
正式な誕生日は5月12日だが、ルーザーの息子として取り替えられたために5月24日生まれになっていた。トットリたちいわく「バカ息子」であるものの天才科学者であり、大型潜水艦や潜水スーツ・スワンを作り上げたりしている。
キンタロー
声 - 『南国少年パプワくん』：森川智之 、『PAPUWA』：伊藤健太郎
マジックの息子と思われていたが、実はルーザーの息子。左目が秘石眼。
ジャンのコピーに上書きされたことで、表に出ることなく、ジャンのコピーのシンタローの中で眠っていたが、覚醒したコタローがシンタローを殺したことで、生まれて初めて表に出てくることができた。この世に生まれながら、24年間もシンタローの中に閉じ込められていたことから、凶暴で好戦的な性格（リキッドいわく｢クレイジー｣）だが、チャッピーを抱きしめたり、コタローに優しくしたり、空気を読んでマジック兄弟の会話のために席を外すなど、情がないわけではない。高松曰く「思い通りにならないと、感情的になるところは、ルーザーそっくり」らしい。
シンタローを完全に葬り去るため、ハーレムの協力も得て、パプワ島に赴く。ジャンと一体化して復活したシンタローとの戦いは最初は引き分けとなり、2戦目では青の秘石の呼びかけで青の番人の力が発動したシンタローにトドメを刺されかけるが、シンタローがパプワの声で正気に戻ったことから命拾いする。その後、自分のために涙を流してくれた高松や数奇な運命に立ち向かう決意をしたシンタローの姿を見たことで、シンタローへの敵意は薄れていき、グンマとも徐々に打ち解けていった。ルーザーの身体を借りたアスとの戦いでは、アスを倒し、ルーザーの激励を受けて、新たな一歩を踏み出す。
キャラ紹介では、白（ホワイト）シンタローと呼ばれ、ハーレムと特戦部隊からは「シンタロー」の名で呼ばれていたが、金髪のシンタローということから、高松に「キンタロー」と呼ばれて以降、その名が定着した（本人は最初は嫌がっていたが）。なお、キンタローの名付け親はシンタロー役の緑川光。
『PAPUWA』では、シンタローの補佐官兼押さえ役として登場。かつては狂暴で好戦的な性格だったが、落ち着いて紳士然としている。別名「お気遣いの紳士」で命名者はリキッド。グンマ以上のパワーと頭脳を持つ。頭脳明晰、博識だが生真面目さ故に世間知らずな面も少々ある様子。本で全ての知識（罵詈雑言なども）を得ている。「いいか」とよく強調する。麻雀が得意。時折ボケ役。
『南国少年パプワくん』のアニメには登場せず、パイロットフィルムで登場。
誕生日はシンタロー同様5月24日生まれ。

#### その他の一族
マジック達四兄弟の父親
通称「金色のライオン」。本名は不明。
『PAPUWA de DO本!!』に登場。ある国との戦争で重傷を負い、息子たちの前で倒れる。
後に死因は戦場で年端もいかない少年に拳銃で撃たれたことによるものだと判明。
ラッコン
マジックの叔父で、彼らの父親の弟。野心家でマジック達の親の死後、総帥となったマジックを暗殺しようとした。
ミツヤ
マジックの元補佐官であり親友。マジックのことを前々から慕っており、補佐官になってからはマジックやその弟たちにも信頼されていた。しかしコタローやルーザーのように物事の善悪の区別がつかず(またその中でも純粋無垢過ぎて力を暴走させる者にあたる)、秘密裏に兵器として育て上げたルーザーを『彼はいらないね』と排除しようとしてマジックに殺され、彼がコタローを幽閉せざるを得なくなったきっかけとなる。始まりの終わり島でマジックの前に再びその姿を現した。

### 団員
東北ミヤギ
声 - 『南国少年パプワくん』：島田敏 、『PAPUWA』：平川大輔
『南国少年パプワくん』では、ガンマ団の刺客（第1の刺客）として登場。腰まである長髪にランニング姿（初登場時は一般隊員と同じデザインの黄緑のジャケットを着ていた。スーパーファミコン版でも、この姿で登場）。宮城県出身。必殺技は「生き字引の筆」で、漢字を書くことにより対象をその漢字のものに変えてしまう。当て字でも効果は発揮される。墨を使用するため、水をかけられると効果は消えてしまう（初登場時にはシンタローを水を好む「蛙」にしたことが敗因となった）。パプワ達によって植物にされたこともある（その際、仙台銘菓萩の月が実っていた）。トットリとはベストフレンド同士で、彼を振り回すことも多い（シンタローには「本当にお前らベストの形なのか」、アラシヤマにも「（トットリが）尻に敷かれている」と評された）が、リキッドによってトットリが重傷を負った際は願掛けとして髪を切ってしまうほど。アニメ版ではトットリ・アラシヤマ共々大幅に出番を増やされ、原作では登場しないエピソードにも出演している。また、「仮装好き」という設定が追加され、しばしばトットリを巻き込んでは着ぐるみによる変装をしていた（トットリの方は「田舎の母ちゃんには見せられない」と嘆いていた）。
最初にガンマ団の刺客として登場して以降シンタローと秘石に何度となくかちょっかいを出していた（因みに原作では、物語後半で特戦部隊が指摘するまで青の秘石がチャッピーの首輪になっていた事に気が付いていなかったが、アニメ版では早くから気づいており、チャッピーを狙うこともあった）がサービスの襲来を恐れシンタローと同盟を組むことになる。しかしシンタローがガンマ団へ戻ることを決意したために島に残されたままで立場が宙ぶらりんになってしまう。その後はシンタローの体を取り戻すという名目の騒乱に成り行きで参加した。そして青の一族と赤の一族の対立が表面化して島が本格的な戦場になると、シンタローや仲間との間に芽生えた絆、そしてパプワ島とその住人への愛着からシンタローと同じ側について戦い抜く。
『PAPUWA』ではかなりの天然ボケキャラに。肩前後のセミロングになり、白のロースリーブに黒の長ズボンに変化。アラシヤマから「顔だけの人」などと頭の回転の鈍さを酷評されている。
1月12日生まれ。
忍者トットリ
声 - 『南国少年パプワくん』：彩乃木崇之 、『PAPUWA』：石塚堅
『南国少年パプワくん』では、ガンマ団の刺客（第2の刺客）として登場。忍び服に鎖帷子のアンダー姿。『PAPUWA』ではアンダーがサラシに変化。鳥取県出身。必殺技は「天変地異ゲタ占いの術」で、脳天気雲と下駄により天気を操る（要するに「あーした天気になーれ」の寸法。『南国少年パプワくん』では園部啓一が脳天気雲の声を担当した）。『南国少年パプワくん』のアニメ版では「あまり教養が無い」という設定が追加され、ミヤギを「鳥」にするつもりが「島」にしてしまったり、アラシヤマの『北風と太陽』をヒントにした作戦にあっさり乗ってしまうといったことがあった（もっとも後者は、アラシヤマが策におぼれたため、北風に見立てられたトットリが勝利するという結果に終わった）。また「だっちゃわいや」が口癖になっているが、これは彼の声を担当する彩乃木の造語とのことで実際は鳥取弁で「だっちゃ」と「わいや」を繋げて言うことはない（TVアニメ終了後発売のビデオソフトにて、彩乃木本人が発言している）。
童顔であり、「生えていない」らしい。
初登場以降の行動はベストフレンドであるミヤギとほぼ同じである。
モデルは『忍者ハットリくん』。
2月12日生まれ。
博多どん太
声 - 『南国少年パプワくん』：（少年の時）高山勉 、（大人の時）島香裕、『PAPUWA』：原田正夫
『南国少年パプワくん』では、ガンマ団の刺客（第3の刺客）として登場。小柄だが、推定14〜15歳の少年。福岡県出身。7月12日生まれ。
「九州男児雷電攻撃」という電気ショックの技を使い、パプワたちに襲い掛かるが効かず、相棒のトンコツ丸の出汁が入った豚骨ラーメンを食べて、大人に変身しパワーアップする。これにより優位に立つも、タンノくんの機転による彼自身の出汁を取った醤油ラーメンを食べてしまったため、拒否反応を起こし敗北。トンコツ丸のチャッピーを通した嘆願で許され、ガンマ団を抜けることを約束して島を去った。
『PAPUWA』では新生ガンマ団の一員になっており、シンタローが乗っていた艦のオペレーターとして登場。
名の由来は博多どんたく。
トンコツ丸
声 - 『南国少年パプワくん』：菊池正美
どん太の相棒の豚。自身の出汁入りのラーメンでどん太を大人に変身させることができる。
SFC版のアクションゲームでは、鍋に入った状態が『モツ鍋風呂』という名称の中ボスとしてシンタローと交戦する他、どん太戦でも鍋の具を空中から落とし、どん太をサポートする。
祇園仮面アラシヤマ
声 - 『南国少年パプワくん』：塩屋翼 、『PAPUWA』：遊佐浩二
『南国少年パプワくん』では、ガンマ団の刺客（第4の刺客）でシンタローの好敵手として登場。その実力はガンマ団No.2とされる（トップはシンタロー）。京都府出身。京都弁混じりの関西弁を話す。パプワが秘石眼の持ち主であると最初に看破した人物（パプワに秘石眼の力で吹き飛ばされたことがある）。人付き合いが下手で、友人がいない。特異体質で感情が高ぶると体から発火する。ガンマ団士官学校入学前は、同じく炎を操る特戦部隊のマーカーに預けられ炎を操る修行をしていた。おたべ（生八つ橋）を武器とする。必殺技は平等院鳳凰堂極楽鳥の舞、炎龍拳。極炎舞という自爆技も持っている（が、その技を使ってもなんとか生きていた）。本人いわく「ホモ」ではないらしい。初登場の時は『聖闘士星矢』の聖衣のような服装で祇園仮面を名乗っていたが、パプワの秘石眼でボロボロになってしまった事もあり、再登場時に紫色を基調にしたシンプルな服装になる。
サービスを恐れたシンタローが彼を利用しようとして友達になることを提言してからは彼へのストーカーと化す。邪険にされようが利用されていたのが明らかであろうが都合のいいように解釈して付きまとい続けており、そのたびに眼魔砲をはじめとしたツッコミであしらわれる。作中ではこんな場面ばかりであるが、その一方でシンタロー達との間には共に戦う仲間としての絆が存在しているのも確かである。仲間ではあるが決して友にはなれないという間柄なのであった。
『PAPUWA』では、シンタローの部下として登場。未だに友人が居ない（そのため、デッサン人形を「トージ君」と名付け、友人にしている）。それを利用されるほど友情LOVE。
読者人気投票でシンタローに次ぎ2位になったことがある。作者の柴田は当初、彼を「格好良いライバルキャラ」として登場させたつもりだったが、知人に「こいつ陰険」と言われたことで、現在の性格になったという（コミックスより）。
9月12日生まれ。
武者のコージ
声 - 『南国少年パプワくん』：菊池正美 、『PAPUWA』：竹本英史
広島県出身。ウマ子の実兄。右目に傷がある。
『南国少年パプワくん』では、ガンマ団第5の刺客（アニメでは先に球児が登場したことから、第6の刺客）として登場。長髪で武者を連想させる甲冑姿。広島県出身。図体がデカい。
パートナーのキヌガサくんをシンタローに奪われながらも、島に残る。サービス襲来時、シンタローの助っ人を買って出るが、ナマヅメハーガスを新たなパートナーにしたことから、拒否されてしまう。シンタロー復活の旅に同行してからはレギュラーとなり、パプワとくり子のデートの際には「もうすぐ、ここは戦場になる。束の間の休息じゃ」という配慮も見せた。
『PAPUWA』では長髪から短髪に変化し、服装も落ち着いた柄の着物と、かなり地味な存在となる。高校時代は凄腕の球児だった。野球プロチームのスカウトの中にガンマ団が混ざっており、うっかり入団。妹のウマ子を溺愛している。長らく必殺技がなかった（『南国少年』のアニメ版では剣を振り回す『剣の舞い』を披露している）が永倉シンパチとの対戦でセラミック製バットによる「君の心の二遊間を抜く打法」なる技を繰り出している（あまりの変態技にシンパチも返すことができなかった）。
原田家の出身だが、ウマ子が生まれる前に巨大鯉に飲み込まれて原田家と生き別れになってしまい、その後その巨大鯉を飼うことになった家（ガンマ団との契約書に「武者」という捺印をしている）の養子になったという経歴が追加された。
キヌガサくん
コージの相棒の錦鯉。金の鯉賞と呼ばれる世界錦鯉協会に受賞したことがあり、推定価格3億円。その価値を知ったシンタローに強奪されるが、パプワとチャッピーの余計な気遣いで、模様を色とりどりのバラに描き換えられてしまう。その後、シンタローの手で鯉のぼりにされ、『PAPUWA』では最終的に食べられてしまったことが示唆されている。
11月12日生まれ。
津軽ジョッカー
声 - 『南国少年パプワくん』：西村智博（マスク時）、大谷育江（素顔時） 、『PAPUWA』：小林沙苗
『南国少年パプワくん』では、ガンマ団の刺客（第6の刺客）として登場。青森県出身。コタローとよく似ている少年。その容姿を利用してシンタローを翻弄させた。三味線で相手を混乱させ虫で攻撃する。また、その容姿のため、和解した後はシンタローから「津軽くん」と呼ばれ溺愛されていた。
原作とアニメ版では素顔のデザインが異なる。また、アニメオリジナルのシーンとして、シンタローを揺さぶるふりをして何度も地面に叩きつけたり、大岩を持ち上げて投げつけるなど怪力を発揮している。
『PAPUWA』では、コタローが脱走したことをシンタローに隠すためにグンマが呼び出した。が、シンタローは既にコタローの脱走を知っていたため無駄に終わった。その後もモブとして登場。
名の由来は津軽じょんがら。
2月6日生まれ。
名古屋ウィロー
声 - 『南国少年パプワくん』：鈴木勝美 、『PAPUWA』：水島大宙
『南国少年パプワくん』では、ガンマ団の刺客（第7の刺客）として登場。愛知県出身。名古屋弁を喋る。
パプワたちにコウモリになる薬を飲ませようと夜中にパプワの家に忍び込むが、シンタローに殴り飛ばされ、誤って自分で飲んでしまい、自身がコウモリになってしまった。以降はテヅカくんと仲良くなる。最終回において、ノアの方舟が起動した影響で魔法が解けて、人間に戻るも、元から島の住人ではなかったことから、方舟には乗れなかった。シンタローの前に現れ、パプワたちが旅立ったこととパプワからの伝言である「ありがとな」を伝え、パプワから渡された炎の崖の花も渡した。
アニメ版では島に上陸後、ミヤギたちと（偶然）合流。ミヤギとトットリと組み（アラシヤマは加担せず）、トットリに作らせた忍者屋敷のごとくトラップが満載の名古屋城に、魔術でエビフリャーと名古屋コーチンに姿を変えたイトウ・タンノを囮にして、シンタロー達を誘い込む。その後、ミヤギ達と交戦したシンタローが眼魔砲を撃ったため、城が崩壊。今度は自ら白昼堂々戦いを挑むが、シンタローに（自ら堂々と「ガンマ団の刺客」と名乗ったにもかかわらず）手品師と勘違いされる。それを逆に利用し、パプワを仕留めようとするが失敗（箱の中に入れて剣を刺していったが、剣は全て中で折れ曲がっていた）。名物「きしめん」での攻撃に転じたが、これもパプワたちに破られて敗走。その後、原作通りの寝込みを襲う場面に繋がるという展開だった。また、テヅカくん共々出番が増えており、コウモリになった後はアラシヤマも含めて3人で仲良くしている様子が描かれた。なお、アラシヤマは（正体に気付いていたかは不明だが）彼の事を「ウィローくん（ちゃん）」と本名で呼んでいる。
『PAPUWA』では新生ガンマ団のモブとして何度か登場する。前作の時にテヅカくんに魔法薬の作り方を伝授していたことが明らかになった。
名の由来は名古屋ういろうと映画『ウィロー』の洒落。
10月12日生まれ。
ドクター高松
声 - 『南国少年パプワくん』：山崎たくみ 、『PAPUWA』：原沢勝広
『南国少年パプワくん』ではグンマの育ての親。香川県出身だが、ガンマ団の構成員では珍しく方言を話さない。サービスとジャンとは親友であり、士官学校時代は、上位を争うライバルでもあった。
基本的には紳士であるが、グンマLOVEのマッドサイエンティストであり、グンマのことで、よく鼻血を吹き出す。戦闘においては、バイオ攻撃を主体としつつ、格闘戦にも長ける。医学にも精通しており、ガンマ団内では医師も務めている。
ルーザーに可愛がられており、彼の援助もあって大きくなった。そのため、ルーザーを死に追いやったマジックへの復讐心からサービスと共謀し、シンタロー（キンタロー）とグンマをすり替える。グンマ溺愛は、その償いによるものも大きく、キンタローにも詫びる姿を見せた。ルーザーがアスの依代として復活した際には動揺を隠せず、その隙を突いたアスの念動力からの岩石攻撃で重傷を負うが、パプワ島での戦いの後、一命を取り留める。最終回エピローグにおいては、短髪になっていた。
『PAPUWA』でも、相変わらずグンマLOVEのマッドサイエンティスト。今は保護しているキンタローもLOVE。鼻血の量もパワーアップ。息子同然に思っていた二人の反抗期に拗ねて隠居生活を送っていたが、協力を求めてきたので鼻血を垂れ流しながらガンマ団に戻ってくる。元ネタは柴田が一時期住んでいた南青山のマンションに事務所を構えていたドクター中松。
3月12日生まれ。
ティラミス
声 - 『PAPUWA』：原田正夫
『南国少年パプワくん』ではマジックの側近。特戦部隊に拉致された時、ズボンも拉致されてしまった。
『PAPUWA』でも、新総帥のシンタローの側近というよりはマジックの側近。冷静沈着で、秘石眼で髪をアフロヘアーにされても仕事をこなす。
4月12日生まれ。
チョコレートロマンス
声 - 『PAPUWA』：根本幸多
『南国少年パプワくん』ではマジックの側近。特戦部隊に拉致された時、ティラミスが出張ってしまったため出番があまりなかった。
『PAPUWA』でも、ティラミスとともに側近として働くがあまり出番がない。
8月12日生まれ。
イバラキ
声 - 『南国少年パプワくん』：中村大樹
『南国少年パプワくん』アニメオリジナル。「〜だっぺ」といった口調で話す。12話と18話に登場。グンマの直属の部下で、二人の隊員とともにパプワ島に上陸。「他人の記憶を勝手に見ちゃおうネット発射装置」でチャッピーを捕らえ、記憶を覗くことで秘石の秘密を探ろうとしたが、一緒に巻き込んだシンタローの記憶が紛れ込んで失敗に終わる。パプワに殴り飛ばされた際に浅瀬に頭をぶつけ、運よくガンマ団本部に流れ着くが記憶喪失のような状態になる。18話ではいつの間にか復活しガンボットの製作に携わっていた。モデルは原作に登場した一般隊員で、アニメにもイバラキの色違い（イバラキは白髪に青い制服、白いズボンだが、彼は茶髪に青緑色の制服）として登場している。なお、彼の方はアニメ版では語尾が「～し」となる口調で話している。
甲子園球児
声 - 『南国少年パプワくん』：山崎たくみ
『南国少年パプワくん』アニメオリジナル。第15話に登場。野球チーム・キュージーズのキャプテン。出身地は不明だが、関西弁でしゃべる。必殺技はスーパーデリシャスエキセントリックサンダーボール。
シンタローとパプワ島の面々で構成されたシンタローズとの野球勝負を展開。最終的には、パプワのピッチャー返しを食らい、火山に叩きつけられて敗北。「来年こそはわいらが勝つから覚えときや!」と捨てゼリフを残し去っていった。なお、チームメイトは全員が同じ顔をしている。
アニメコミックの文章から、モデルは柴田亜美の読み切り作品『かなぶん甲子園』の主人公・豊田耕（とよだ・つとむ）と見られる。
地獄温泉別府丸
声 - 『南国少年パプワくん』:広森信吾
『南国少年パプワくん』アニメオリジナル。第27話に登場。突然涌き出てきた温泉に浸かってシンタローたちが休息していたところに出現。温泉を血の池に変える特殊な温泉の素や、接着剤入り温泉卵で戦いを挑んできた。とどめに地中からマグマを噴き出させたが、森が燃え始めたためパプワの怒りを買い、窮地を脱したシンタローに殴り飛ばされた。
企画段階では同じ九州出身である博多どん太と兄弟にしようという案も出たが没になった、という経緯がある（作中での口調は大分弁ではなく博多弁である）。
日光猿王
声 - 『南国少年パプワくん』：小野健一
『南国少年パプワくん』アニメオリジナル。34話に登場。自称「世界を股にかけるエンターテイナー」。方言は使わず、標準語で話す。相棒のサル「タロー」（声・園部啓一）を差し向けて秘石を奪い、追ってきたシンタローを「陽明門の舞」や「奥義・反省芝居」で翻弄した。しかしパプワには術が効かず、蹴り一発でのされてしまう（その際、秘石も取り返された）。その後、旬を迎えていた「怪力茶」を食べての逆転を図るが、猿王は崖を登る途中で岩に頭をぶつけ転落し、そのまま消息不明となった。残ったタローは怪力茶にありつき巨大化して暴れ出したが、パプワの説得でおとなしくなり、煎じて飲んだお茶で元の姿に戻った。
名前の由来は猿王が日光猿軍団と烏龍茶の茶種「猿王」、タローが反省ザルの次郎。また猿王の衣装は山伏がモチーフになっている。
トウキョウ
声 - 『南国少年パプワくん』：矢尾一樹
『南国少年パプワくん』アニメオリジナルで、第11の刺客。35話と36話に登場。着物とタキシードを折衷したような衣装を着ている。相手を鏡に閉じ込め、心に引っ掛かっている過去の映像を見せて責め苛むという精神攻撃を得意とする（そのため、パプワ達にそのやり口を陰口で酷評された）。始めは占い師の老婆（声・佐々木菜摘）に化け、鏡の映像を見せてシンタローをガンマ団に連れ戻そうとしたが、拒まれたため正体を現した。鏡を動かす呪文は「王様の耳はロバの耳!」「豚に真珠!」などと一定せず、妙なものばかり。アニメのムック本によると、パプワたちに敗北して再起不能になってしまったらしい。
アニメスタッフによると、回想シーンの多いサービス編をアニメ化するにあたり、話をまとめる進行役として登場させたとのこと。名前は仮に付けたものだったが、スタッフが馴染んでしまったために正式名称になったという。

### 特戦部隊
ハーレム率いる特別戦闘部隊で、その出動は攻撃目標全破壊を意味する。『PAPUWA』前半では荒っぽすぎるやり方から新総帥シンタローによってガンマ団を離脱させられていた。隊員全員が特異体質。特選部隊ではない。名前は画材からとられている。
ハーレム
詳しくは、上記のガンマ団の青の一族に記載。
マーカー
声 - 『PAPUWA』：小西克幸
中国出身。特戦部隊のクールなつっこみ役。アラシヤマの師匠でもある。必殺技は蛇炎流。コレクションは刃物。怒り上戸。1月21日生まれ。
パプワ島でアラシヤマとの師弟対決を展開。1戦目では圧勝し、弱くなったアラシヤマに自害を命じるが、自分のために死ねなくなったアラシヤマの姿を見て、パプワ島が人を変えることに気付く。最終決戦では、アラシヤマたちを追い詰めるが、アラシヤマが極炎舞を使ったことで戦況は一変。仲間たちを守って、極炎舞を防いだことで、両軍とも生き延びたが、自身は左頬に傷跡が残る（『PAPUWA』のアニメの極炎舞で受ける前の回想シーンでは既に傷跡が存在する）。
ロッド
声 - 『PAPUWA』：永野善一
イタリア出身。軽い性格をした毒舌家で揚げ足を取るのが上手い。上司や部下の悪口を平気で言うが、ハーレムを隊長と認めており、同僚たちにも仲間意識を抱いている。必殺技は羅刹風。常に革パン一丁生装備。勝負服はドルチェ&ガッバーナ。下ネタとチョコレート好き。笑い上戸。8月21日生まれ。
G
声 - 『PAPUWA』：乃村健次
ドイツ出身。寡黙で命令には忠実だが、穏健派でもあり、隊の潤滑油。かなりの熊好きでマニアな一面も。必殺技は地爆波。裁縫が得意。泣き上戸。11月21日生まれ。
リキッド
詳しくは、上記の主要人物に記載。

### グンマのロボット
格闘技戦用ロボ
3年前のガンマ団格闘技戦で開発したロボット。顔は後のガンボットに酷似。決勝でシンタローに破壊された（アニメ版では、キックで瞬殺されている）。
ガンボット1号
声 - 『南国少年パプワくん』：中村大樹
シンタローへの復讐のために開発したロボット。手からは光線を発射し、足裏のジェットで空も飛べる。操縦はコントローラーで行う。パプワやクボタくんに差を付けられた上、エグチくんやナカムラくんたちからも、おちょくられたことに激怒したグンマの手でレベル最強モードになり、島を荒らし始める。コントローラーもシンタローが誤って壊してしまったため、止まらずにいたが、電池切れで停止した。アニメ版では直接的な描写はないが、破壊されたことになっている。
スーパーサイボーグシンちゃん 2ドア・ミッドシップ・エンジン・ターボ付き
白シンタローの出現で身体を失ったシンタローのために開発したロボット。ガンボットがシンタローのコスプレをしたような姿をしている。シンタローの眼魔砲で破壊された。
メカヨッパライダー
声 - 『南国少年パプワくん』：中原茂
ヨッパライダーを模したロボット。ガンボットの反省から自転車による自家発電で動く。パプワたちを欺くが、シンタローに嵌められて正体を晒すことになり、チャッピーを人質に取って暴れるが、パプワのパプワパンチで破壊された。アニメには第1期第25話のみ登場し、SFC版のゲームにもステージ2グンマ山のボスとして登場する。

## 心戦組
狼国・壬生に拠点を構える人斬り集団で、その実力はガンマ団特戦部隊に匹敵するという。モデルは新選組で、キャラクターの設定にも元ネタと同様のものが散見される。

### 近藤派
近藤イサミ
声 - 『PAPUWA』：宇垣秀成
ソージLOVEの（一応）局長。どんなに切り刻まれても死なないタフなドM野郎。ワールドナイスミドル大会でマジックに負け準優勝だったことから、「青の一族を八代先まで祟る」と決意。加齢臭からか、よくソージにファブられている。温厚で腰が低く、度々みっともない所を晒しているが局長としての威厳もたまに出し、非常時には部下に頼られている。名前のモデルは近藤勇。
土方トシゾー
声 - 『PAPUWA』：大川透
リキッドとはマブダチの副長。段々とリキッドに対してストーカーをカミングアウトしてきている。「鬼の副長」の異名を持つクールなヘビースモーカー。別名褌侍。シンタローに継ぐイトウくんとタンノくんのターゲットになってしまう。近藤とは幼なじみで、心戦組創立前からの腐れ縁。昆虫の生態に詳しかった。シンタローとは犬猿の仲で、同じ副長である山南ともそりが合わない。名前のモデルは土方歳三。
沖田ソージ
声 - 『PAPUWA』：森久保祥太郎
腹黒く金の亡者なハニーフェイスで一番隊組長。よくコスプレなどを強要してくる近藤を切り刻んだり、金をたかったりしている。嫌裏で山南派と繋がっている。だが、心底からパプワや近藤を慕っている様子。その正体は聖薔薇族のハッピーチャイルドにして青の番人。名前のモデルは沖田総司。
原田ウマ子
声 - 『PAPUWA』：石井康嗣
幼い頃生き別れたコージの実妹で、女子校に在籍する現役女子高生。子供の頃は体が弱く、いじめられてもおり、いつか行方不明の兄が自分を助けに来ると妄想して体を鍛えていたため、見事な筋骨隆々になった。タケウチくんとテヅカくんの作ったモテない薬を飲んでからはタラコ唇になり、以前から生えていたヒゲが濃くなった。
リキッドお手製の味噌汁を食してからリキッドに惚れる。リキッドが他の男性と普通に会話しているとき、稀にそのシーンを妄想でBL風に修飾してしまう「乙女美ジョン」という技を持ち、発動すると勝手な妄想（主に裸）の挙句に嫉妬で暴走する（ただし対象がすでに裸の場合は発動できない）。
十番隊組長で、通称「最終兵器UMA子」。中学の時に兄のコージと同じように近藤イサミに心戦組にスカウトされた。異世界に来てからはあまり乙女美ジョンを発動しなくなった。本人いわく「今年のウマ子は余裕のオ・ン・ナ」。後に自分を助けてくれたアラシヤマに恋愛感情を抱くようになり、最終的には運命の相手がリキッドからアラシヤマに変わる。名前のモデルは原田左之助。

### 山南派
山南ケースケ
もう一人の心戦組副長で、マジックLOVEの山南派隊長。犬猿の仲である土方も一目置くほどの頭脳の持ち主だが、作中では終始ボケては（本人は大真面目）山崎ススムにツッコみを入れられているので持ち前の頭脳があまり目立っていない描写が多い。周囲があきれるほど秘石とマジックに心酔しており、マジックファンクラブ所属でイベントはもちろん、著書やグッズなどもかなり購入している様子。秘石とマジックの素晴らしさを近藤と土方に訴えるも相手にされなかったことを根に持ち、自らが心戦組を率いて天下を取るべく暗躍する。かなりのSF好き。必殺技は「金閣寺エクスプロージョン」。名前のモデルは山南敬助。
山崎ススム
密偵忍者（身分は副長助勤）。無愛想な外見とは裏腹に胸キュンアニマルをこよなく愛し、それによって眼から出る光線「胸キュンセンサー」は攻撃も可能。ツッコミの鬼。声真似はうまいが、変装は恐ろしく下手クソ。名前のモデルは山崎烝。
斉藤ハジメ
三番隊組長。舌が長く、耳先が尖っている。かなり好戦的な性格。部下からかつあげしようとしたところを、土方にボコられたのを恨んで山南派に。一時期アラシヤマと同居していた（それでアラシヤマから一方的に懐かれていた）。赤の秘石争奪戦功労者とし、そのプレゼントに永倉からは新しい首輪、山崎からはエルフの服を授かった。剣の腕は沖田と並んで一、二を争うほどであるという。必殺技は「大文字焼き斬り」。山崎からエルフ服をもらったように、ほとんどの仲間達から「エルフ」と呼ばれている。名前のモデルは斎藤一。
永倉シンパチ
二番隊組長。コタロー同様のロリショタ系で、小柄な童顔であるが故に、近藤にメイド服をせがまれるのを苦に山南派に。相手の技の反動を利用して自分の攻撃の威力を増加させる戦法を得意とする。必殺技は「ダイビング清水斬り」。名前のモデルは永倉新八。
伊東カシタロー
アスの項目参照。名前のモデルは伊東甲子太郎。

## 異世界

### チゲ星の住人達
第2のパプワ島が最初に降り立った星。地表の温度は軽く摂氏100℃。全員がリトルグレイ。タケダくんの故郷。
タケダくん
詳しくは、上記のパプワ島の生物に記載。

### ウォーターワールドの住人達
海底に半魚人達が住む海だらけの世界。手のひら大の大きさのイクラが名物。

### 忍ワールドの住人達
シャイな忍者達が住む和風の世界。シンタロー曰く「アラシヤマみたいなトットリがいっぱい」。

### ハグレ島の住人達
鯛族と蝸牛族が対立する島。鯛族はタンノに腕を、蝸牛族はイトウに手足を追加したような姿。昔のパプワ島と同じ雰囲気がある。
サエキ14世
鯛族の王。
モモコ
鯛族の王女。テツと恋愛関係にある。パプワに存在を否定された数少ない生物。
テツ
蝸牛族の王子。モモコと恋愛関係にある。パプワに存在を否定された数少ない生物。

### 漂流島（タダヨイじま）の住人達
コウモリ族が住む空に浮かぶ島。昔のパプワ島と同じ雰囲気がある。
ヒロシ
突然変異で人間のような体をしている、コウモリ族のハッピーチャイルド。素直じゃない性格。どことなくコタローに似ている。かつて友達を傷付けてしまい、それがきっかけで一人で過ごすようになる。後に同じハッピーチャイルドの妹ができる。
ノブオさん
詳しくは、上記のパプワ島の生物に記載。

### 薄命島（ハカナイじま）の住人達
儚げな島。住んでいる住人もカゲロウ族ととことん儚い。島の真ん中の山の山頂には元気のでる赤い花がある。以下は、種族名で多数存在。
カゲロウ族
儚い種族。生命力がない。

### 始まりの終わり島の住人達
赤の秘石の欠片がある謎の島。
ケラ
シンタローの十倍はあろうかという巨大な少女。パプワとは気が合うほどの仲良しだが、シンタローに対しては容赦がない無邪気さを振舞う。その正体は恐竜のハッピーチャイルドで、落石事故に遭った幽霊、つまり既に亡くなっていた。
チャーミー
聖犬一族の少女。お星様（赤の秘石）の欠片から造られたペンダントを母親の形見にしていた。
チャタロー
聖犬一族の族長。チャーミーの父親。
ガマ仙人
カエラズの門（始まりの門と終わりの門）の番人。『自由人HERO』にも登場。
カシオ
アラシヤマやリキットたちが出会った世界樹。
以下は、種族名で多数存在。
ムキムキ海老
新しきキムラの相方であるフジイくん死号の種族。さんずの川でシンタローたちを襲う。リキッドを追いかけてきたハーレムたちに食われる。黒い霧に犯されていた。
聖薔薇族
門の番人を担っている。黒い霧に犯されていた。
キノコ族
元は、聖犬一族と仲良く暮らしていた種族だが、黒い霧に犯されていた。
シュンスケ
自称「キャプテン」のかたつむりに足が生えたようなナマモノ。三途の川で出会い、約束の神殿まで導くがその正体は過去に宇宙から降ってきた災の星の本体。分身である巨大な目で黒い霧を発生させたりした。赤と青の秘石を取り込み、究極生命体となるも島に残っていた赤と青の一族やナマモノたちの想いによって敗れる。元々は柴田の友人のゲームクリエーターであり、レベルファイブの社長である日野晃博から頼まれて描いたもので、レベルファイブが当時開発していたオンラインゲーム用のゲストキャラとして登場する予定だったが、そのオンラインゲームが制作中止したものを再利用したとの事である。

## その他
くり子
声 - 『南国少年パプワくん』：西原久美子
サンタクロースの娘。おしとやかな性格で言葉使いも丁寧だが天然。髪の色は金色（アニメ版では青）、3月3日生まれ。
ツトムくんと一緒に出掛けている最中、暑さでダウンしたツトムくんを休ませるため、パプワ島に降り立った。パプワに一目ぼれして、身長が156cmになったら彼の嫁に来る約束をする。
その後、家宝の幸運星（ラッキースター）をパプワの目の前で使って、156cmになろうとするが、病気で衰弱していたパプワを治すための炎の崖の花を蘇らせるために使用。パプワと会うことなく、帰っていった。シンタロー復活のための活動の最中、ラブレターを届けに来た際には、パプワとデートを行い、生まれ故郷のノアの方舟も見せてもらった。パプワと一緒に写真を撮った後、島を後にし、写真は、サービスが預かることになった。
最終回で描かれた数年後では、156cmの姿でパプワの元に来た。
『PAPUWA』では、世界中の子供たちにプレゼントを届けるため、トナカイを捕まえに登場。そこで同じくトナカイを捕まえに来たウマ子と出会う。当初はウマ子を「ライバルさん」と呼んでいたが、くり子の心意気に感動したウマ子の協力を得てトナカイを捕まえた後は友達になった。
『PAPUWA』の最終話にてパプワとの間に一人息子（幼い頃のパプワそっくり）を設けている。再会したウマ子から紹介されたアラシヤマに「引き籠もりっぽそうな人」などとズバズバものを言うようになっていた。ウマ子とアラシヤマの結婚式に奔走する。
ツトムくん
くり子の相棒のアザラシ。空を飛べる。くり子の天然ツッコミでよく殴られる。くり子と共に、新たなパプワ島を訪れる。
サンタクロース
声 - 『南国少年パプワくん』：中博史
くり子の父親でサンタクロース。くり子とツトムくんを迎えに、パプワ島に現れた。くり子は最初は嫌がるが、シンタローとパプワの説得で帰ることにした。
フッくん
声 - 『南国少年パプワくん』：南央美
白熊の子供。嵐に遭ってパプワ島に流れ着き、チャッピーに拾われ育てられる。チャッピーに可愛がられるが、迎えに来た母親とともに北極に帰る。チャッピーは自分と同様「わう」と鳴くように躾けたが「がぁう」になってしまってなかなか覚えず、別れ際でようやく「わぁう」と鳴けた。名前の由来は当時のエニックス社長（現スクウェア・エニックス名誉会長）の福嶋康博。
フッくんの母
声 - 『南国少年パプワくん』：石井直子
イリオモテ助教授
『PAPUWA』の外伝に登場。ある国の大学教授。第1のパプワ島に足を運び、世紀の大発見として、世間に公表しようとするが、パプワの純真さを見て、公表はしないことにし、島から出て行く。エピローグでは、幼い娘が登場。